# Renata Zocco
Renata Zocco (Trieste, 2 agosto 1973) è un'ex cestista italiana.

## Carriera
Con l'Italia ha disputato i Giochi del Mediterraneo del 1993 e quelli del 2001.